# Tennistavolo ai XVI Giochi panamericani
Il tennistavolo ai XVI Giochi panamericani si è svolto al Domo del CODE di Guadalajara, in Messico, dal 20 al 25 ottobre 2011. In programma un torneo di singolare e uno di doppio uomini e donne, per un totale di quattro podi. Nel singolare le partite si concludono al meglio dei sette incontri, nel torneo a squadre al meglio dei cinque incontri. Le quattro medaglie d'oro sono state divise fra quattro paesi, favorendo in questo modo un notevole equilibrio nel medagliere finale.
La Repubblica Dominicana, con un oro, un argento e un bronzo, è risultata la nazione con più medaglie (insieme agli Stati Uniti con tre bronzi), nonché la prima nel medagliere finale.

## Calendario
| Giorno   | Data           | Inizio | Fine  | Evento          | Fase                               |
| -------- | -------------- | ------ | ----- | --------------- | ---------------------------------- |
| Giorno 2 | Sab 15 ottobre | 10:00  | 20:00 | Squadre U/D     | Turno preliminare                  |
| Giorno 3 | Dom 16 ottobre | 10:00  | 20:00 | Squadre U/D     | Quarti/Semifinali                  |
| Giorno 4 | Lun 17 ottobre | 10:00  | 14:20 | Squadre U/D     | Finali                             |
| Giorno 5 | Mar 18 ottobre | 10:00  | 20:00 | Individuale U/D | Turno preliminare                  |
| Giorno 6 | Mer 19 ottobre | 10:00  | 21:00 | Individuale U/D | Turno preliminare/16esimi e ottavi |
| Giorno 7 | Gio 20 ottobre | 10:00  | 17:00 | Individuale U/D | Quarti/Semifinali/Finali           |

## Podi

### Uomini
| Evento               | Oro                                                | Argento                                        | Bronzo                                                                                        |
| Singolare (dettagli) | Song Liu                                           | Marcos Madrid                                  | Alberto Mino Lin Ju                                                                           |
| A squadre (dettagli) | Brasile Hugo Hoyama Gustavo Tsuboi Thiago Monteiro | Argentina Pablo Tabachnik Song Liu Gastón Alto | Cuba Andy Pereira Jorge Campos Pavel Oxamendi Messico Marcos Madrid Guillermo Muñoz Jude Okoh |

### Donne
| Evento               | Oro                                             | Argento                                                | Bronzo                                                                                        |
| Singolare (dettagli) | Mo Zhang                                        | Wu Xue                                                 | Lily Zhang Ariel Hsing                                                                        |
| A squadre (dettagli) | Rep. Dominicana Wu Xue Johenny Valdez Eva Brito | Venezuela Fabiola Ramos Ruaida Ezzeddine Luisana Pérez | Stati Uniti Ariel Hsing Lily Zhang Erica Wu Colombia Paula Medina Luisa Zuluaga Johana Araque |

## Medagliere
| Posizione | Nazione         | Oro | Argento | Bronzo | Totale |
| --------- | --------------- | --- | ------- | ------ | ------ |
| 1         | Rep. Dominicana | 1   | 1       | 1      | 3      |
| 2         | Argentina       | 1   | 1       | 0      | 2      |
| 3         | Brasile         | 1   | 0       | 0      | 1      |
| 3         | Canada          | 1   | 0       | 0      | 1      |
| 5         | Messico         | 0   | 1       | 1      | 2      |
| 6         | Venezuela       | 0   | 1       | 0      | 1      |
| 7         | Stati Uniti     | 0   | 0       | 3      | 3      |
| 8         | Cuba            | 0   | 0       | 1      | 1      |
| 8         | Colombia        | 0   | 0       | 1      | 1      |
| 8         | Ecuador         | 0   | 0       | 1      | 1      |
| Totale    | Totale          | 4   | 4       | 8      | 16     |